# 홋케구치역
홋케구치역(일본어: 法華口駅)은 일본 효고현 가사이시에 위치한 호조 철도 호조 선의 철도역이다. 역명은 "이치조지노구치"의 뜻이지만, 역에서 이치조지까지는 서쪽으로 5km이고, 실제로는 자가용과 히메지역에서 직통하는 신키 버스로의 참배가 대부분이다. 또한, 2017년 4월부터 6월까지 텔레비전 애니메이션 "사자에산"의 오프닝에 효고 현 주위의 하나로 등장한다.

## 역사
- 1915년 3월 3일: 반슈 철도 아오 ~ 기타호조 역 구간 개통과 동시에 영업 개시, 여객 및 화물의 취급 개시.
- 1962년 3월 1일: 화물 취급 폐지.
- 1985년 4월 1일: 호조 철도의 역이 됨.
- 2012년 1월 14일: 화장실 개조와 방범 카메라를 신설하고 주차장 지붕 교체.

## 역 구조
단선 승강장 1면 1선의 구조로, 서쪽에 목조의 역사를 갖는다. 역사 내부는 무인화 이후 대기실은 주차장이 되었다. 역사는 1915년 개통 당시에 건설된 것이다. 본 역사와 플랫폼 및 화장실에 대해서 문화 심의회는 2013년 11월에 등록 유형 문화재로 답신을 문부과학대신에 제출했다.
국철 시대의 말기에는 중간역에서 유일하게 유인역(업무위탁역)이었으나 현재는 무인역이다. 국철 시대에 교환 설비를 폐지하였다가 과거의 상대식 승강장 흔적이 남아 있다. 교환 설비의 부활이 예정되어 있으나, 부활에는 이르지 않았다. 무인역인 관계로 교행 하는 것이 검토되었지만 이론적인 보증을 얻도록, 비용면에서 과제가 되어 있다.
역 서쪽에는 자전거 창고가 신설되었다.

## 역 주변
- 이치조지 - 4.7km 거리로, 도보 약 1시간
- 고베 대학 음식 자원 교육 연구센터 - 1.4km 거리로, 도보 약 20분
- 우즈노아키 비행장 거리
- 국도 제372호선
- 현도 716호

## 인접역
| 호조 철도 호조 선 | 호조 철도 호조 선 | 호조 철도 호조 선            |
| ----------------- | ----------------- | ---------------------------- |
| 다하라 아오 방면  |                   | 하리마시모사토 호조마치 방면 |